# 天津市示范性高中
天津市示范高中校是由天津市教育委员会自1990年代末期开展的高等中学建设规划。彼时因高中招生录取人数大幅增加，时任天津市委书记张立昌指示建设示范性高中以扩充市民教育选择，并作为十五计划期间天津市发展纲要之一。
首批31所示范高中学校在2004年底前全部建成并投入使用，其中30所为公办学校，1所为民办学校。
- 首批示范校（31所，2004年认定）
  - 和平区：天津市耀华中学、天津市第二南開學校、天津市第一中學
  - 河东区：天津市第七中学、天津万盛高级中学
  - 河西区：天津市新华中学、天津市实验中学、北京師範大學天津附屬中學、天津市视力障碍学校（原天津市盲人学校）
  - 南开区：天津市南开中学、天津市第四十三中學、天津市天津中學
  - 河北区：天津外國語大學附屬外國語學校、天津市第二中學、天津市聋人学校
  - 红桥区：天津市第三中學、天津市复兴中学
  - 东丽区：天津市第一百中學
  - 西青区：天津市杨柳青第一中学
  - 津南区：天津市鹹水沽第一中學
  - 北辰区：天津市第四十七中學
  - 武清区：天津市武清区杨村第一中学
  - 宝坻区：天津市宝坻区第一中学
  - 塘沽区：天津市塘沽区第一中学
  - 汉沽区：天津市汉沽区第一中学
  - 大港区：天津市大港区第一中学、天津市大港油田实验中学
  - 经济技术开发区：天津经济技术开发区第一中学
  - 蓟县：天津市蓟县第一中学
  - 宁河县：天津市宁河县芦台第一中学
  - 静海县：天津市静海县第一中学